# 道の駅たけゆらの里おおたき
道の駅たけゆらの里おおたき（みちのえき たけゆらのさとおおたき）は、千葉県夷隅郡大多喜町にある国道297号の道の駅である。

## 施設
- 駐車場
- 売店
- 軽食コーナー
- 公衆電話
- トイレ（24時間利用可能）

## 休館日
- 12月31日 - 1月3日

## アクセス
- 国道297号
- 高速バス停留所「たけゆらの里」（小湊鉄道・日東交通・京成バス）
  - 安房小湊・御宿 - 東京線 東京駅八重洲口前ゆき
- いすみ鉄道 東総元駅